# Masdevallia rodolfoi
Masdevallia rodolfoi là một loài thực vật có hoa trong họ Lan. Loài này được (Braas) Luer mô tả khoa học đầu tiên năm 1978.